# 齐亚德·特莱马尼
齐亚德·特莱马尼  (1963年5月10日—）是一名已退役的突尼斯足球运动员，曾效力于突尼斯的突尼斯希望体育俱乐部、葡萄牙的維多利亞體育會和日本的神戶勝利船。他曾入選突尼西亞國家足球隊，并在 1998年於布基纳法索舉辦的1998年非洲國家盃上打进2球。